# 山崎實
山崎實（英語：Minoru Yamasaki；1912年12月1日—1986年2月6日），已故日裔美國人建築師。在他的建築設計中，以紐約的世貿中心最知名。他是20世紀最出名的建築師之一，和友人愛德華·斯通一道为“新形式主義”的先驅。

## 生平
山崎實生於華盛頓州西雅圖，是當地的第二代日裔美國人。父母分別是山崎常治郎和山崎華。他在華盛頓州奧本長大，畢業於加菲爾德高中。1929年升入華盛頓大學建築與都市設計學院，1934年獲得建築學學士學位。在他大學生涯中，收到了教員萊昂內爾·普里斯的鼓勵，大學期間的學費則由他自己在一所鮭魚罐頭廠打工所得。
在1930年代移居紐約市之後，他進入紐約大學進修建築學碩士，並在施里夫、蘭姆與哈蒙建築公司得到一份工作，也因此成爲了帝國大廈的設計人之一。1945年山崎實移居底特律，并受史密斯集團雇傭。該公司幫助他逃開了二戰期間對日裔美國人的囚禁，他自己也幫助父母躲在紐約市逃開了這一劫。1949年，山崎實離開史密斯集團開始自己創業。1964年，山崎實成為貝茲學院的美術博士。
1941年，山崎實首婚，在1969年復婚之前，他又曾娶過兩任妻子。1986年，山崎實死於胃癌。他創辦的山崎實合夥公司在2009年12月31日宣佈结业。

## 作品
山崎實第一個被國際廣泛認可的建築是太平洋科學中心，該建築是為西雅圖舉辦1962年世界博覽會所建。他的第一個設計計劃是1955年密蘇里州聖路易斯的普魯伊特-伊戈公寓，這個住宅區是典型的現代主義建築風格。但是由於諸多問題，普魯伊特-伊戈終於在1972年被拆除。某些人認為普魯伊特-伊戈的拆除是後現代主義建築的開端。
1965年，山崎實設計了紐約世貿中心，1966年世貿中心始建，6年後建成。他設計的很多建築都受到了哥特式建築的影響。而他著名的窄窗風格则要归咎于他自己的恐高癥。1978年，山崎實設計了里奇蒙聯邦貯蓄銀行，該建築與世貿中心極為相似。
山崎實是賓夕法尼亞大道委員會的創始成員，該委員會的目的是重建這條大道，但最終因為發現會中風氣逐漸趨向委員會式設計而辭職。
在和埃默里·罗思父子公司合作設計了世貿中心之後，他們也曾在華盛頓特區的博林空軍基地建造上再度聯手。

## 圖片

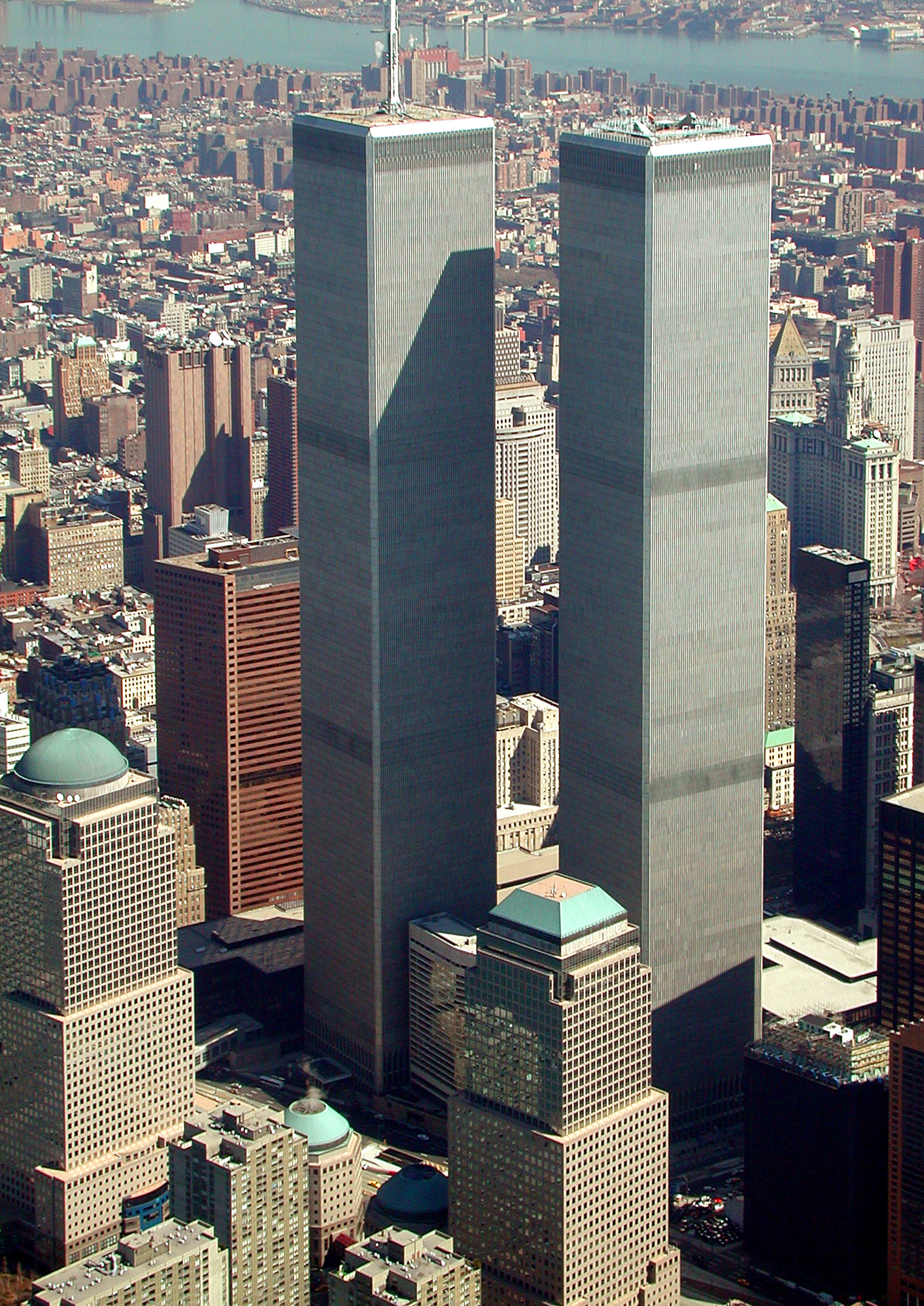
前世界貿易中心
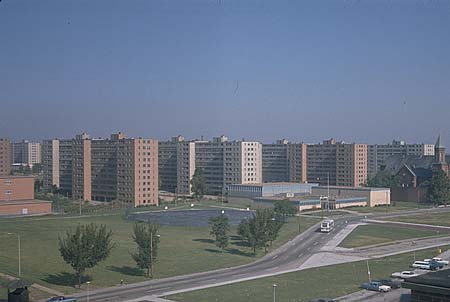
前普魯伊特-伊戈公寓
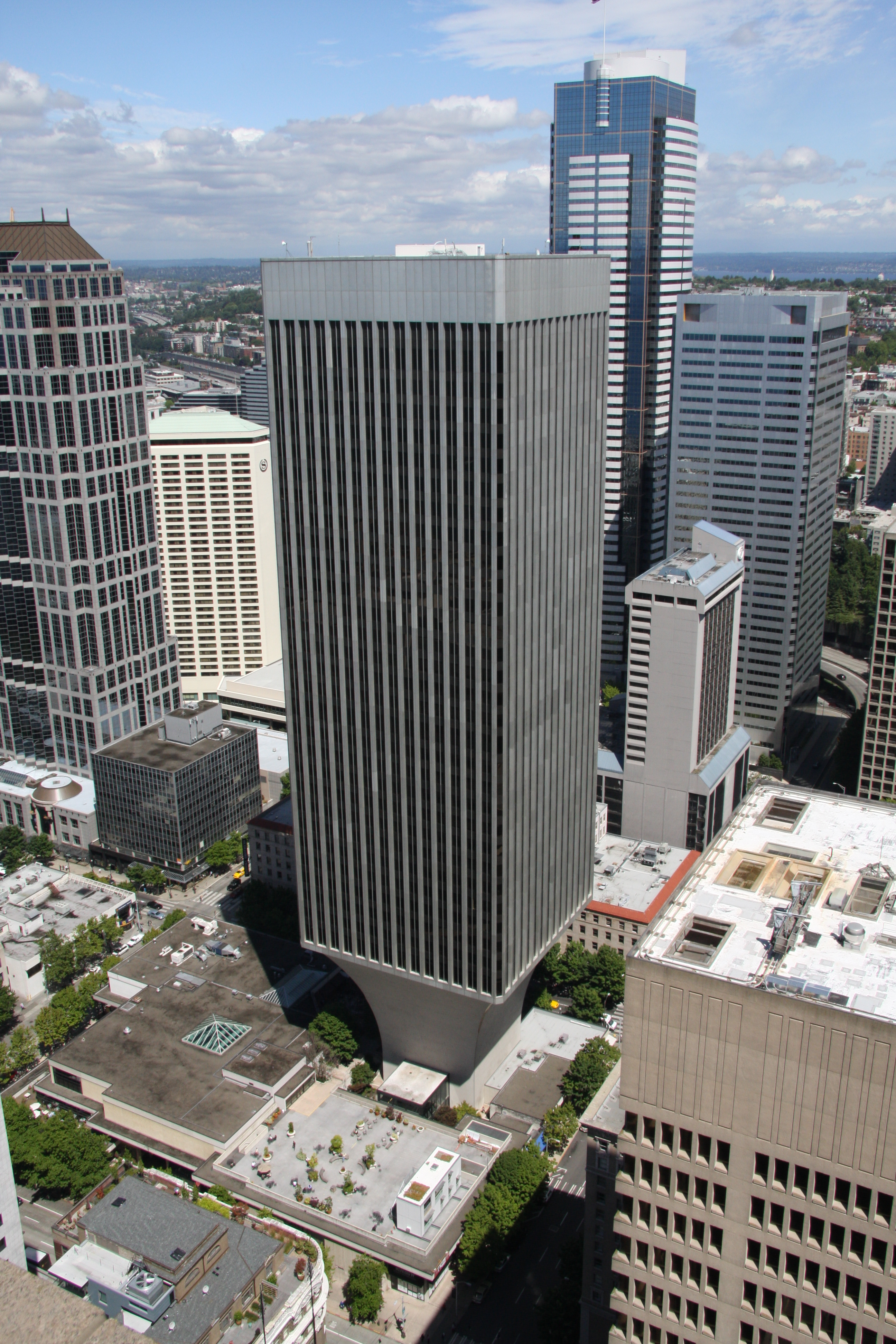
西雅圖的雷尼尔大廈
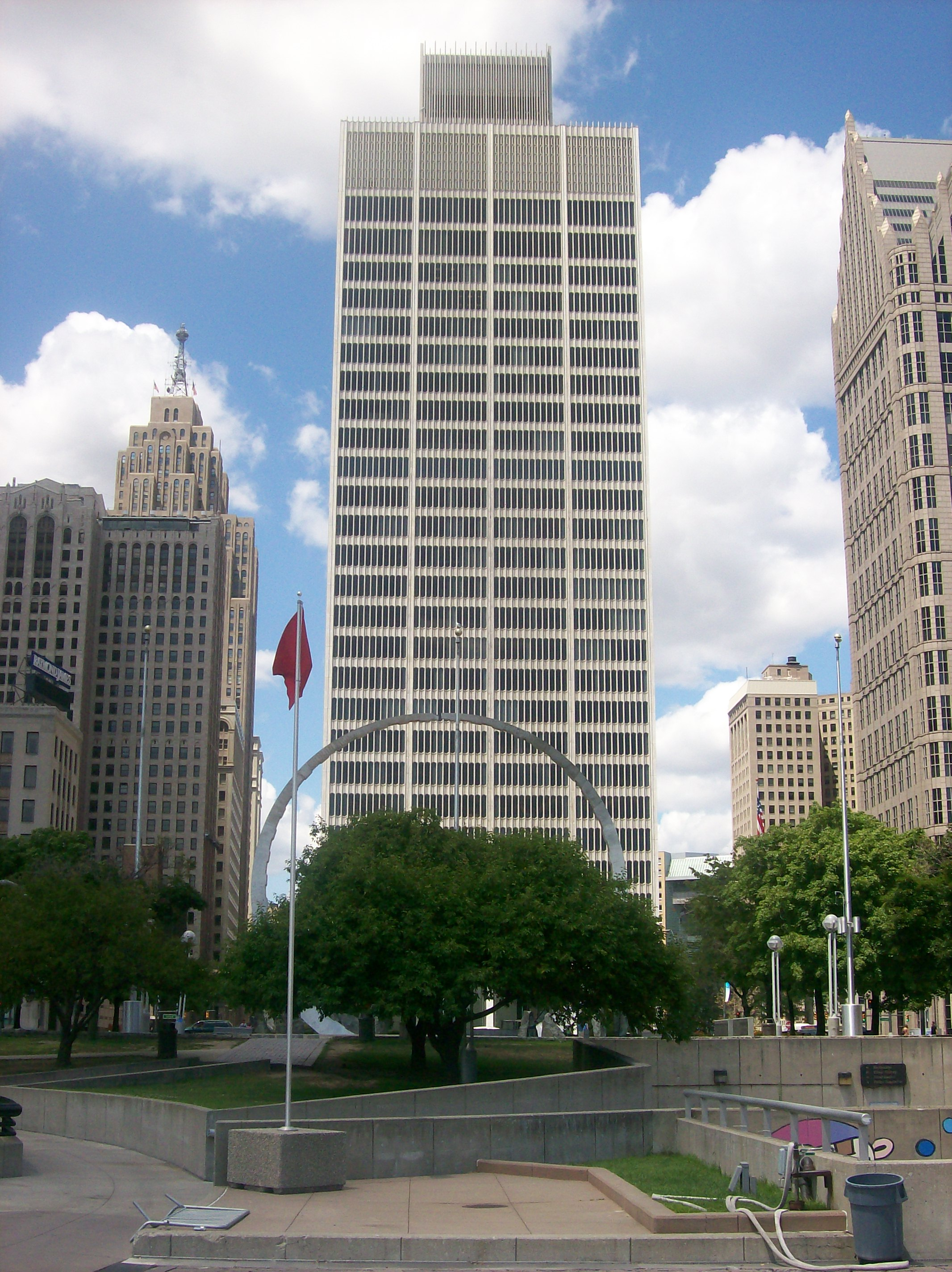
底特律的伍德沃第一大道（英语：One Woodward Avenue）
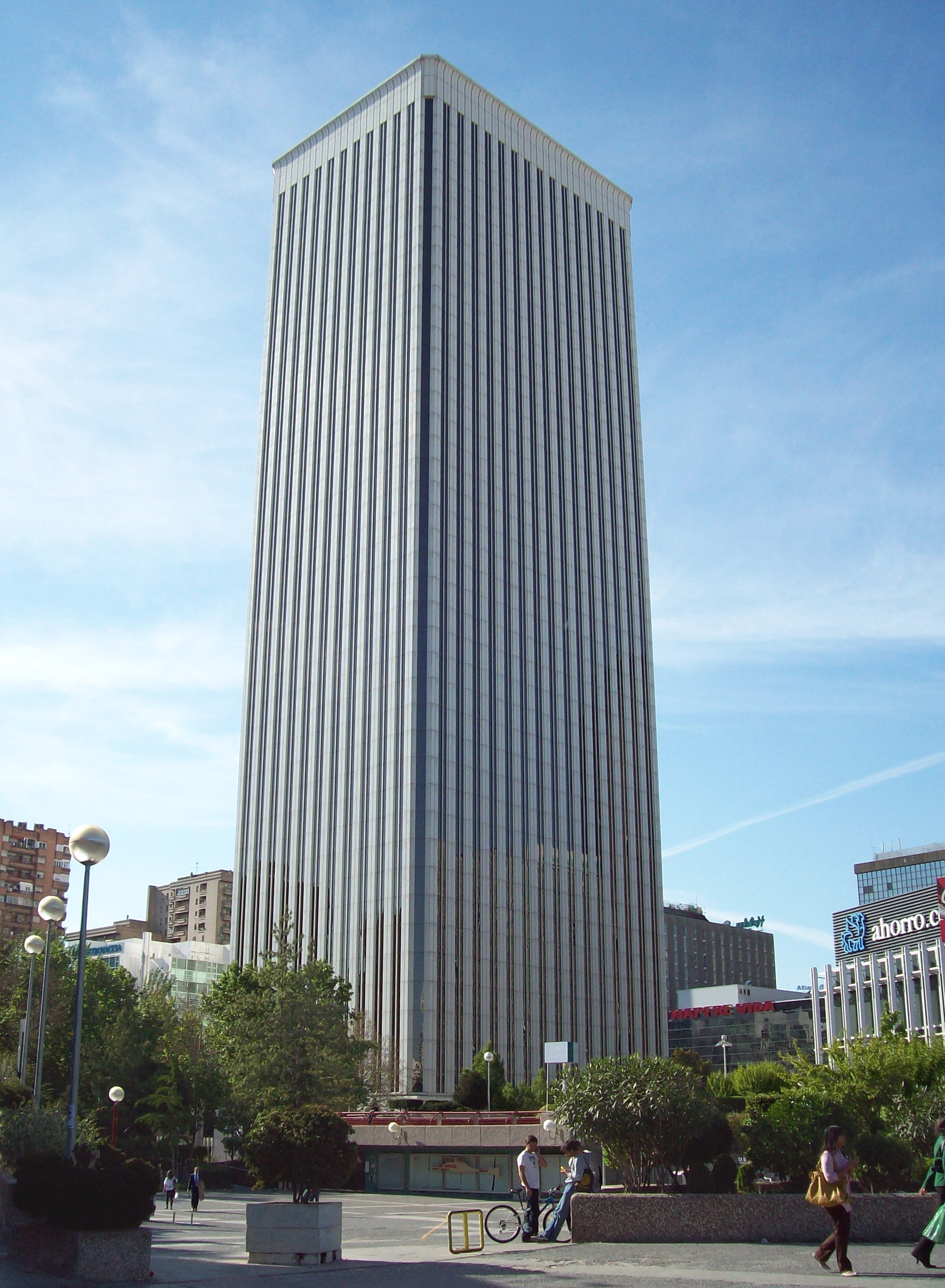
馬德里的畢加索大廈
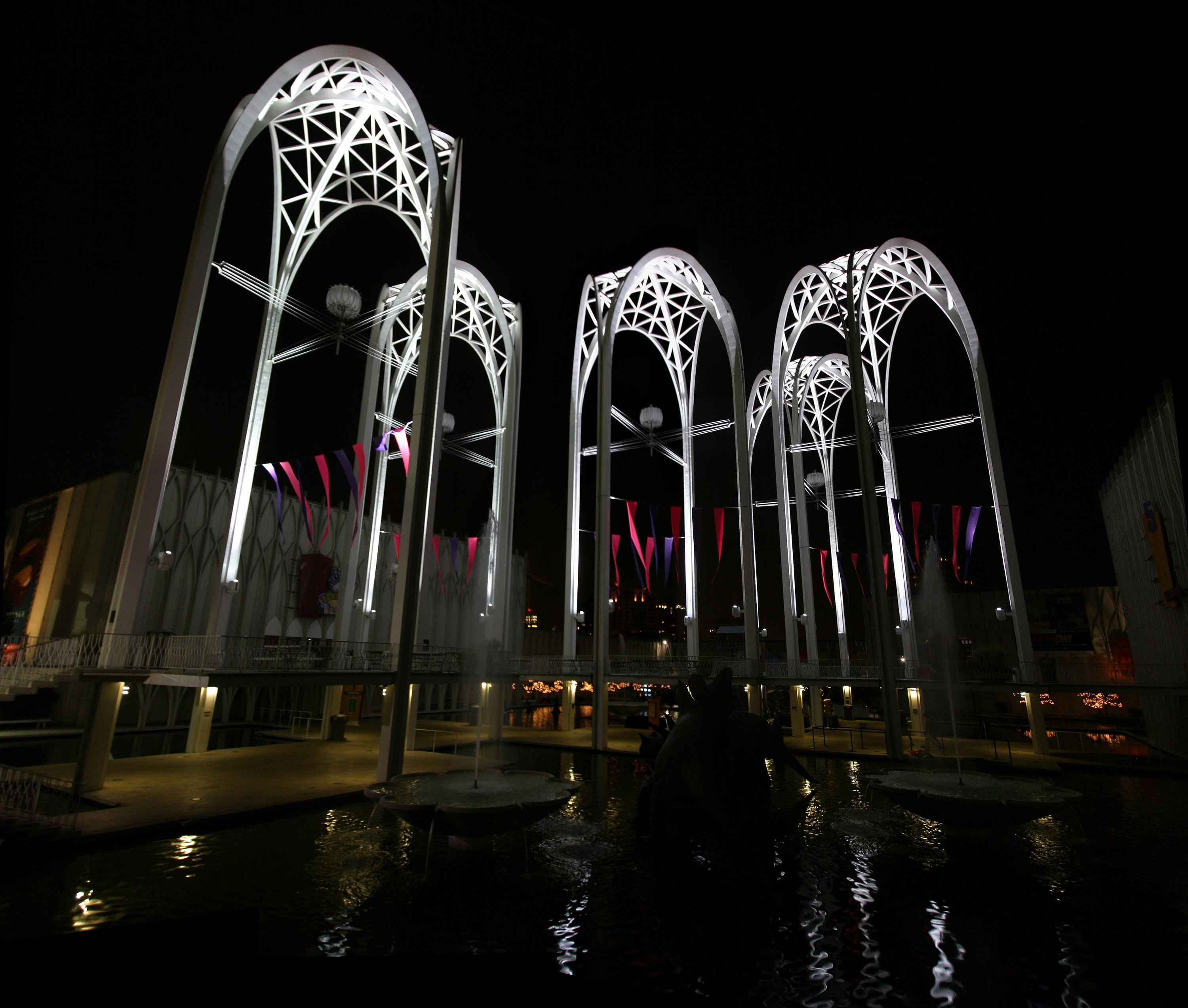
西雅圖的太平洋科學中心
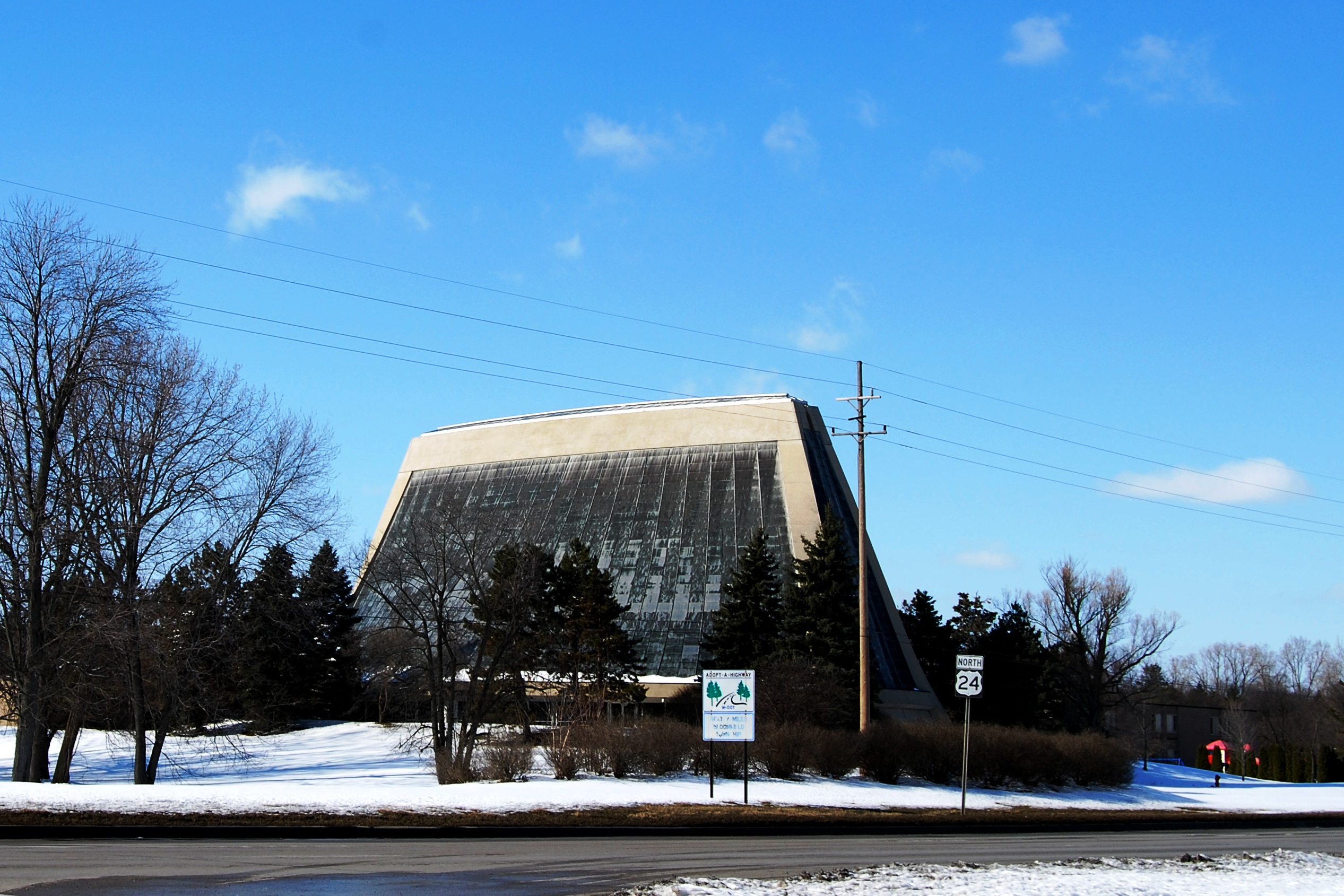
奧克蘭縣的貝斯埃爾神殿（英语：Temple Beth El (Detroit, Michigan)）
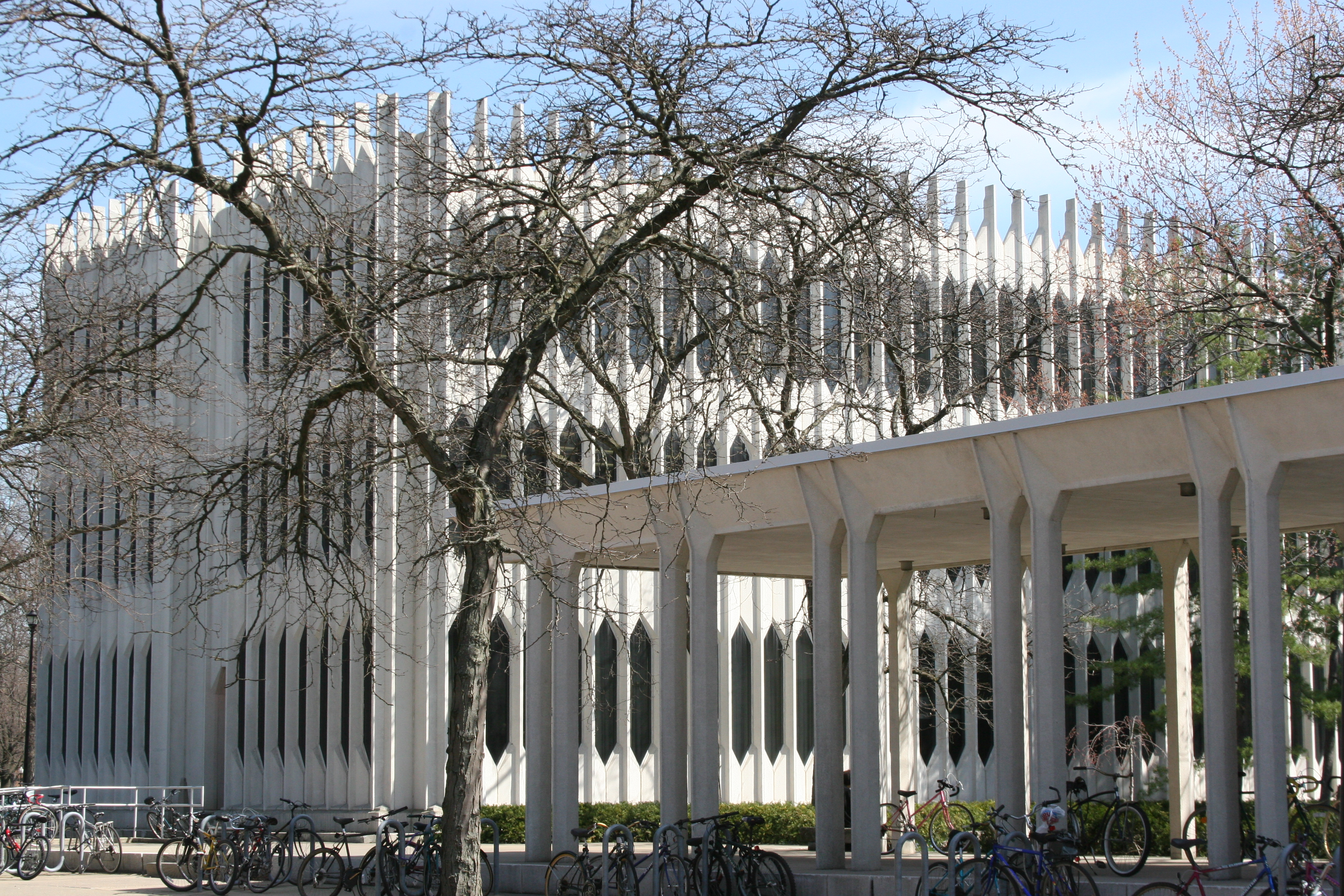
奧柏林音樂學院

## 外部連結
- GreatBuildings.com listing
- Minoru Yamasaki interview, [ca. 1959 Aug.] - Archives of American Art （页面存档备份，存于）
- Hadley, Jane, , The Seattle Post-Intelligencer, September 13, 2001